# Flamme (film fra 1923)
Flamme er en tysk stumfilm fra 1923 af Ernst Lubitsch.

## Medvirkende
- Pola Negri som Yvette
- Hermann Thimig som Adolphe
- Alfred Abel som Gaston
- Hilde Wörner som Louise
- Frida Richard som Madame Vasal
- Jakob Tiedtke som Borell